# Fundación José Ortega y Gasset
La Fundación José Ortega y Gasset-Gregorio Marañón, con sede en Madrid (España), es una institución privada especializada en ciencias sociales, humanidades y ciencias de la salud. Dedica sus esfuerzos a difundir la cultura, la educación y la investigación.

## Historia
Fue creada en 1978 por Soledad Ortega Spottorno, hija del filósofo José Ortega y Gasset.
La institución ha ido creciendo y se ha extendido por América Latina. Además de la sede madrileña tiene otras en Toledo (España), Argentina, Colombia, México y Perú; después de cuarenta años se ha convertido en uno de los mayores think tanks españoles.
Las actividades que realiza o en las que participa son de lo más variado: investigación, formación de postgrado, español para extranjeros, conferencias, seminarios, congresos, exposiciones. Su Biblioteca y Archivo están declarados Bien de Interés Cultural por la Comunidad de Madrid, debido al alto interés bibliográfico, documental, intelectual e histórico. También realiza una importante tarea editorial, siendo su buque insignia Revista de Occidente, igualmente destaca su revista electrónica Circunstancia.
La sede principal de la Fundación se encuentra en el n.º 53 de la calle de Fortuny de Madrid, en el distrito de Chamberí. El edificio, antigua Residencia de Señoritas de la Junta para Ampliación de Estudios, consta de dos pabellones. El interior data de principios de siglo. El otro, que ocupa la esquina noroeste de la manzana, fue proyectado por el arquitecto Carlos Arniches Moltó y construido de 1932 a 1933.
El 9 de julio de 2010 la Fundación José Ortega y Gasset y la Fundación Gregorio Marañón se fusionaron creando una única entidad: la Fundación José Ortega y Gasset-Gregorio Marañón, también conocida como Fundación Ortega-Marañón. Su actual presidente es Gregorio Marañón y Bertrán de Lis, nieto de Gregorio Marañón Posadillo.

## Archivo

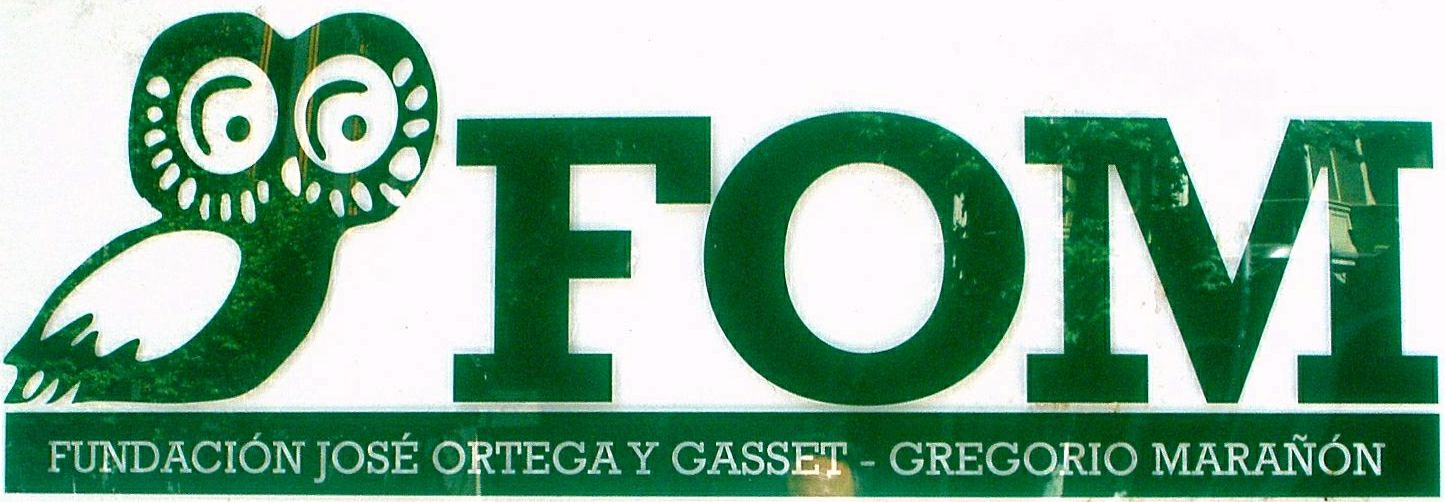
Fotografía del logotipo de la FOM en la sede de la institución en Madrid

Entre los documentos que se conservan en el archivo de la Fundación hay cartas como las que intercambiaron Dolores Franco Manera con el que fue su profesor, José Ortega y Gasset.

## Instituto Universitario de Investigación Ortega y Gasset
El Instituto Universitario de Investigación Ortega y Gasset (IUIOG) es un centro de formación de postgrado e investigación en Ciencias Sociales y Humanidades adscrito a la Universidad Complutense de Madrid (UCM). 
En su oferta formativa se encuentran Doctorados, Programas oficiales de postgrado, Cursos de Postgrado, Programas de postgrado en América Latina y Masters. Algunos de sus másteres han sido reconocidos por el periódico El Mundo entre los cinco mejores postgrados en ciencia política que pueden cursarse en España. El Instituto, para su difusión en América Latina, mantiene acuerdos de colaboración con entidades en Argentina y México. Desde enero de 2019 su director es Antonio López Vega.